# Esta Chuva Nunca Vai Parar
Esta Chuva Nunca Vai Parar (em ucraniano:  Цей дощ ніколи не скінчиться) é um documentário criado pela directora ucraniana Alina Gorlova.

## Enredo
Devido a uma guerra na Síria, a família de Andriy Suleyman, de 20 anos, fugiu de Al-Hasakah para morar na cidade natal da sua mãe, Lysychansk, na Ucrânia, mas depois viu-se noutra guerra contra a Rússia, que começou a avançar no leste. Andriy mais tarde torna-se voluntário na Cruz Vermelha. Após a morte do seu pai, Andriy retorna à Síria para sepultá-lo.

## Produção
Alina Gorlova planeava filmar o documentário no território disputado de Donbas, uma vez que ganhava notoriedade mundial em Março de 2014 devido ao conflito entre a Ucrânia e a Rússia. O seu amigo, um fotógrafo, apresentou-a a Andriy Suleyman, que esteve primeiro na guerra da Síria e depois no conflito na Ucrânia.

## Publicação
Esta Chuva Nunca Vai Parar teve a sua estreia mundial no dia 19 de Novembro de 2020 no Festival Internacional de Cinema Documental de Amesterdão (IDFA).

## Elogios
Em Novembro de 2020 o filme-documentário ganhou o Prémio IDFA de Melhor Primeira Aparição, o Prémio de Melhor Longa-Metragem no 61.º Festival de Cinema de Florença Dei Popoli, e o Prémio de melhor documentário no 66.º Festival de Cinema de Cork na Irlanda.